# Chokai (incrociatore)
Il Chokai (鳥海?, Chōkai, lett. "Uccello di mare") è stato un incrociatore pesante della Marina imperiale giapponese, appartenente alla classe Takao e così chiamato in onore dell'omonimo vulcano che si trovava nell'antica prefettura di Ugo, oggi inglobata nella prefettura di Akita. Fu varato dal cantiere navale di Nagasaki nell'aprile 1931.
Formò la 4ª Divisione incrociatori con le unità sorelle e negli anni trenta operò tra Giappone e Cina. Nel novembre 1941 era compreso nella 2ª Flotta del viceammiraglio Nobutake Kondō, con la quale partecipò alla scorta dei convogli diretti in Malaysia, Borneo e Sumatra. Nel marzo 1942 prese parte alla scorreria nelle acque a sud di Giava, poi in aprile fu coinvolto nell'incursione giapponese nell'Oceano Indiano, dando la caccia ai mercantili nel golfo del Bengala. Rientrato in patria, salpò a fine maggio con la flotta e fu presente alla disastrosa battaglia delle Midway (4-6 giugno 1942). In luglio divenne nave ammiraglia della nuova 8ª Flotta e, in tale veste, ebbe un ruolo centrale nella battaglia dell'isola di Savo (8-9 agosto) vicino a Guadalcanal. Tra agosto e novembre partecipò a quasi tutte le maggiori azioni della campagna e non accusò che danni leggeri, in seguito rimase a operare nei dintorni di Rabaul. Nel corso del 1943 fu coinvolto per lo più in missioni di scorta e viaggi tra le principali basi nipponiche e la madrepatria, incarichi continuati sino ai primi mesi del 1944. Spostatosi da Truk alle Palau alle Lingga, fu aggregato alla 1ª Flotta mobile del viceammiraglio Jisaburō Ozawa e in giugno fu presente alla battaglia del Mare delle Filippine, ancora una volta senza intervenire direttamente. Dopo una tappa in Giappone fece rotta per Singapore e rimase in zona nei mesi seguenti.
Verso la fine di ottobre salpò con le altre navi della 1ª Flotta mobile nel quadro dell'operazione Sho-Gō 1. Il mattino presto del 23 ottobre, al largo della costa occidentale di Palawan, la squadra fu attaccata da due sommergibili nemici e il Maya e lo Atago affondarono, mentre il Takao tornò indietro per i danni subiti. Il Chokai non sopravvisse a lungo ai suoi gemelli: nel corso della battaglia al largo di Samar del 25 ottobre ricevette alcune granate che innescarono i suoi siluri; le esplosioni distrussero gli organi propulsori e fu infine affondato dal cacciatorpediniere Fujinami, che a sua volta fu distrutto con la morte del proprio equipaggio e di quello tratto in salvo dal Chokai.

## Caratteristiche
L'incrociatore pesante Chokai costituiva con le unità gemelle Takao, Atago e Maya la classe Takao. Presentava una lunghezza fuori tutto di 203,76 metri (201,67 metri alla linea di galleggiamento), una larghezza massima di 18,03 metri e un pescaggio di 6,11 metri. Il dislocamento, previsto in 9 850 tonnellate standard, arrivò invece a 12 781 durante le prove in mare; a pieno carico la nave giunse a pesare 15 490 tonnellate, ben oltre i limiti imposti dal trattato navale di Washington.
La classe costituiva una versione meglio corazzata della precedente classe Myoko e ne riprendeva le linee generali, l'architettura e le dotazioni; inoltre, fu progettata per servire come ammiraglia di una flotta o di uno squadrone. L'armamento principale era formato da dieci cannoni Type 3 numero 2 da 203 mm lunghi 50 calibri (L/50), distribuiti a coppie in cinque torri binate: tre si trovavano a prua con quella mediana sopraelevata, due erano site a poppa e sovrapposte. Queste armi erano state pensate per operare anche in funzione contraerea, ma il peso delle torri, il basso rateo di fuoco e l'impossibilità di puntarle a un alzo di 70° all'interno delle installazioni non permisero tale impiego. La difesa a lungo raggio dai velivoli ricadde dunque su quattro pezzi Type 10 da 120 mm L/45, sistemati in postazioni singole; erano coadiuvati da due cannoni leggeri Vickers-Armstrong QF 2 lb da 40 mm e due mitragliatrici Lewis da 7,7 mm, armi comprate o prodotte su licenza dal Regno Unito. Erano infine disponibili otto tubi lanciasiluri da 610 mm, raggruppati in due impianti quadrinati brandeggiabili, uno per fiancata: furono posti in apposite camere corazzate che si protendevano dal ponte interno, in corrispondenza della massiccia sovrastruttura di prua.
La corazzatura era costituita da acciaio tipo Dücol e rappresentava quasi il 17% del dislocamento complessivo. Alla cintura era meno estesa che sui Myoko, era spessa 127 mm nella sezione superiore e si assottigliava sino a 38 mm nella parte inferiore. Il ponte interno era fornito di lastre da 30 mm, che aumentavano a 47 mm in corrispondenza dei magazzini di munizioni; il ponte di coperta era invece meno protetto con uno strato che andava da 12 mm a 25 mm. Le paratie trasversali erano irrobustite da corazze spesse 75 – 100 mm ma le torri dell'armamento principale non furono rafforzate e mantennero le corazzature da 25 mm, insufficienti a reggere un colpo diretto. L'imponente torre di comando ricevette invece un guscio corazzato. Le controcarene antisiluro erano uguali a quelle della classe precedente e potevano sopportare la detonazione di una carica esplosiva di circa 200 chili.
Il sistema di propulsione contava dodici caldaie Kanpon che alimentavano quattro turbine a ingranaggi a vapore, a ciascuna delle quali era vincolato un albero motore con elica. Era erogata una potenza totale di 130 000 shp e la velocità massima toccava i 35,5 nodi; grazie alla scorta di carburante pari a 2 570 tonnellate di olio combustibile, l'autonomia fu calcolata in 8 000 miglia (circa 14 800 chilometri) alla velocità di crociera di 14 nodi, ma la stazza notevole provocò un calo a 7 000 miglia. Sul ponte verso poppa erano montate due catapulte e fu ricavato abbastanza spazio per portare a bordo tre idrovolanti. L'equipaggio ammontò a 733 uomini al momento dell'entrata in servizio, ma crebbe a causa di successivi interventi: nel 1941 arrivò a circa 920 effettivi, che salivano a 970 quando era imbarcato lo stato maggiore di una flotta. Nel corso della seconda guerra mondiale si stabilizzò attorno a 1 100 tra ufficiali e marinai.
Nel 1936 il Chokai fu oggetto di un esteso lavoro di rafforzamento dello scafo, l'imponente sovrastruttura prodiera fu un poco abbassata e i cannoni Vickers furono rimossi in favore di due impianti quadrinati di mitragliatrici pesanti Type 93 da 13,2 mm. In ottemperanza a un piano di ricostruzione, la classe intera avrebbe dovuto essere modernizzata entro la primavera 1941, ma i cantieri giapponesi erano già oberati e dunque solo il Takao e lo Atago furono sottoposti al processo completo. Solo nella prima metà del 1941 il Chokai poté essere parzialmente modificato: rimpiazzò gli affusti quadrupli di mitragliatrici Type 93 con due impianti binati di cannoni antiaerei Type 96 da 25 mm L/60, aggiunse due affusti doppi di mitragliatrici Type 93, i tubi lanciasiluri furono messi in grado di adoperare il letale Type 93 da 610 mm e infine fu implementato un modello più robusto di catapulta con nuovi idrovolanti, due Aichi E13A1 e un Mitsubishi F1M2. Il dislocamento rimase pressoché invariato.

## Impiego operativo

### Costruzione e anni trenta

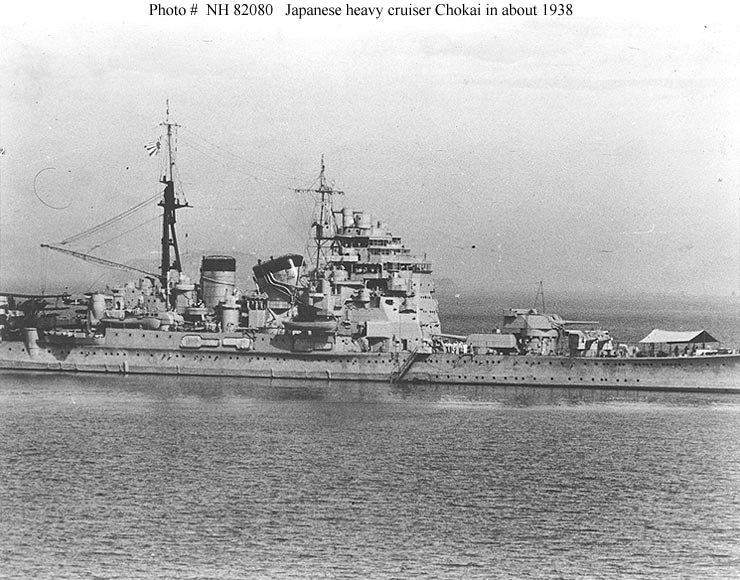
Il Chokai in acque cinesi negli anni trenta

L'incrociatore pesante Chokai fu ordinato nell'anno fiscale edito nel 1927. La sua chiglia fu impostata nel cantiere navale di Nagasaki, gestito dalla Mitsubishi, il 26 marzo 1928 e il varo avvenne il 5 aprile 1931; fu completato il 30 giugno 1932. Il comando fu assunto dal capitano di vascello Boshirō Hosogaya (dal 1º dicembre 1931 supervisore delle fasi finali di allestimento), il quale condusse l'incrociatore appena completato a Yokosuka, dove fu registrato nei ruoli della marina. Il 1º dicembre 1932 subentrò il capitano di vascello Umatarō Tanitomo, cui seguirono i pari grado Shirō Koike (15 novembre 1933-15 novembre 1934), Gun'ichi Mikawa (15 novembre 1934-15 novembre 1935), Atsushi Kasuga (15 novembre 1935-1º dicembre 1936), Takeo Okumoto (1º dicembre 1936-12 luglio 1937), Aritomo Gotō (12 luglio 1937-15 novembre 1938), Zenshirō Hoshina (15 novembre 1938-15 novembre 1939), Takerō Kōda (15 novembre 1939-19 ottobre 1940) e Seishichi Watanabe. Il Chokai formò con le unità gemelle la 4ª Divisione incrociatori nel dicembre 1932, rimpiazzando nell'organico la classe Myoko. Nell'aprile 1933 la divisione partecipò al completo a esercitazioni di tiro a lunga gittata, condotte di notte e con l'ausilio degli idrovolanti, poi in giugno (assieme alla 6ª Divisione incrociatori – Aoba, Furutaka, Kinugasa, Kako) portò a termine una crociera di addestramento nelle acque dell'Isola di Formosa; in luglio prese parte a una vasta esercitazione al largo dell'atollo di Truk e poi dinanzi Honshū. A fine agosto il solo Chokai presenziò alla rivista navale di Yokosuka tenuta dall'imperatore Hirohito, poi dal 18 ottobre rimase nei locali cantieri per revisione. Tra febbraio e aprile 1934 seguì il resto della 4ª Divisione in intensive esercitazioni al largo di Kyūshū; in estate si spostò a Port Arthur, che lasciò il 27 settembre: fece tappa a Tsingtao, dove si unì la 6ª Divisione incrociatori, e quindi si fermò a inizio ottobre presso Sasebo. Il Chokai proseguì solo per Yokosuka, dove rimase per riparazioni delle macchine di governo e dell'apparato motore dalla fine di ottobre 1934 al 20 febbraio 1935. Dopo una crociera nelle acque cinesi, la 4ª e 6ª Divisione incrociatori furono incluse nella grande esercitazione annuale a nord-est di Honshū, che tuttavia fu interrotta dopo che il 26 settembre un violento tifone ebbe danneggiato decine di navi: dopo questo cosiddetto incidente della 4ª Flotta il Chokai e le unità sorelle rientrarono a Yokosuka, la 4ª Divisione fu disattivata in novembre e i quattro incrociatori sottoposti a lavori di rafforzamento dello scafo. Il disastro aveva infatti evidenziato serie deficienze di tenuta del mare e di stabilità in gran parte dei progetti della marina imperiale.
Alla fine di ottobre 1936 il Chokai, tornato in servizio, presenziò a una seconda rivista navale tenutasi nella baia di Kōbe e nell'agosto 1937 tornò nei ranghi della ricostituita 4ª Divisione. Il 10 del mese salpò per condurre un pattugliamento delle acque cinesi, visto che da poco era iniziata una guerra aperta, ancorché non dichiarata, con la Repubblica nazionalista cinese. Il Chokai rientrò in patria a fine agosto, poi ripartì subito per Port Arthur e nei mesi seguenti fu impegnato in ricognizioni lungo la costa centrale della Cina. In novembre gettò le àncore a Sasebo. Nell'aprile 1938 la 4ª Divisione incrociatori, ridotta al Chokai e al Maya, si unì all'8ª Divisione (Tone, Chikuma) e a uno squadrone di cacciatorpediniere per un'altra lunga perlustrazione, stavolta lungo il litorale cinese meridionale. In settembre e ottobre, tornati in Giappone, il Chokai e il Maya condussero esercitazioni di tiro assieme alla 7ª Divisione incrociatori (Mogami, Mikuma, Kumano, Suzuya) nelle acque di Kyūshū, quindi il 17 ottobre partirono con due divisioni di corazzate, l'incrociatore leggero Abukuma e un gruppo di cacciatorpediniere per un ennesimo pattugliamento. A fine mese tutte le navi rientrarono alla base militare di Mako nelle Pescadores e la 4ª Divisione incrociatori proseguì sino a Sasebo. Lasciò questo porto il 21 marzo 1939 e portò a compimento un ennesimo pattugliamento nelle acque cinesi settentrionali, quindi a inizio aprile tornò in patria e si unì alla Flotta Combinata, partecipando a una serie di addestramenti al tiro sino a fine maggio. La 4ª Divisione era di nuovo a organico completo ma il 10 novembre 1939 il Chokai fu riassegnato alla 5ª Flotta e cinque giorni dopo divenne ammiraglia sia di quest'ultima, sia della 15ª Divisione incrociatori.

### 1941-1942

Il Chokai in una rada non identificata nei primi mesi di guerra; si scorgono, dietro la massiccia sovrastruttura, le ali degli idrovolanti in dotazione

Il 20 novembre 1941 il Chokai, tornato nella 4ª Divisione incrociatori, era ammiraglia del viceammiraglio Jisaburō Ozawa, comandante di una delle due squadre componenti la 2ª Flotta del viceammiraglio Nobutake Kondō, il cui compito era proteggere e scortare i convogli d'invasione per la Malaysia e le Indie orientali olandesi. Partì da Kure con la 7ª Divisione incrociatori meno il Kumano e si fermò il 26 a Samah, sull'isola di Hainan; qui l'incrociatore mancante, assieme al comandante contrammiraglio Takeo Kurita, si aggregò il giorno stesso e il 4 dicembre tutti gli incrociatori, più otto cacciatorpediniere e l'incrociatore leggero Yura salparono per operare al largo dell'Indocina meridionale. Il 9 dicembre il Chokai fu quasi vittima di un episodio di fuoco amico, quando cinquantatré bombardieri dell'11ª Flotta aerea della marina lo confusero per una delle due unità britanniche (HMS Repulse, HMS Prince of Wales) segnalate in mare il giorno precedente. Dall'11 al 13 dicembre rimase a Cam Rahn, quindi partì con l'incrociatore leggero Kinu e scortò il secondo convoglio di truppe per la Malesia; dal 5 al 9 gennaio 1942 ebbe uguale compito nelle acque del Borneo, assistito dal Kumano e dal Suzuya. Tornato nella baia indocinese, il 10 febbraio il Chokai e la 7ª Divisione al completo partirono a protezione di venticinque navi trasporto, dirette a Palembang (Sumatra). Cinque giorni dopo un idrovolante del Chokai scoprì una squadra della flotta ABDACOM alleata, che tentava di impedire l'assalto anfibio: essa fu subito attaccata da velivoli imbarcati e basati e terra, che la fecero ripiegare. Mentre rientrava a Cam Rahn, il Chokai urtò con forza una barriera corallina e la carena subì avarie; il 25 febbraio, affiancato dal cacciatorpediniere Ayanami, riuscì a navigare sino a Singapore, da poco occupata. Rimesso in efficienza, il 9 marzo salpò con la 7ª Divisione incrociatori e coprì gli sbarchi nella porzione settentrionale di Sumatra, poi dal 15 al 20 rimase in porto e dopo questo intervallo supportò con gli altri incrociatori pesanti l'occupazione delle isole Andamane nell'Oceano Indiano: il 26 marzo si fermò a Mergui, in Birmania. Qui fu subito riunito alla squadra del viceammiraglio Ozawa, incaricata di appoggiare la sortita in forze della 1ª Flotta aerea (reduce dall'attacco di Pearl Harbor e altre operazioni) verso Ceylon: ne facevano parte la 7ª Divisione incrociatori e quattro cacciatorpediniere, più la portaerei Ryujo, la cui difesa fu affidata al Chokai e allo Yura. Nel corso dell'incursione giapponese nell'Oceano Indiano, Ozawa si dedicò alla caccia ai convogli nel Golfo del Bengala e affondò più di venti navi; il Chokai contribuì alla distruzione di tre cargo (compreso uno già immobilizzato da aerei della Ryujo) e di una fregata statunitense colata a picco con un siluro. L'11 aprile tutta la squadra si fermò a Singapore e qui Ozawa trasferì le sue insegne a bordo dell'incrociatore leggero Kashii. Il 13 aprile il Chokai fece rotta per il Giappone con il cacciatorpediniere Shiokaze e il 22 arrivò a Yokosuka, dove tre giorni più tardi il comandante fu sostituito dal capitano di vascello Mikio Hayakawa; quindi dal 3 maggio rimase in bacino di carenaggio. Nel corso della revisione le mitragliatrici Type 93 furono rimosse in favore di quattro impianti binati di cannoni contraerei Type 96.

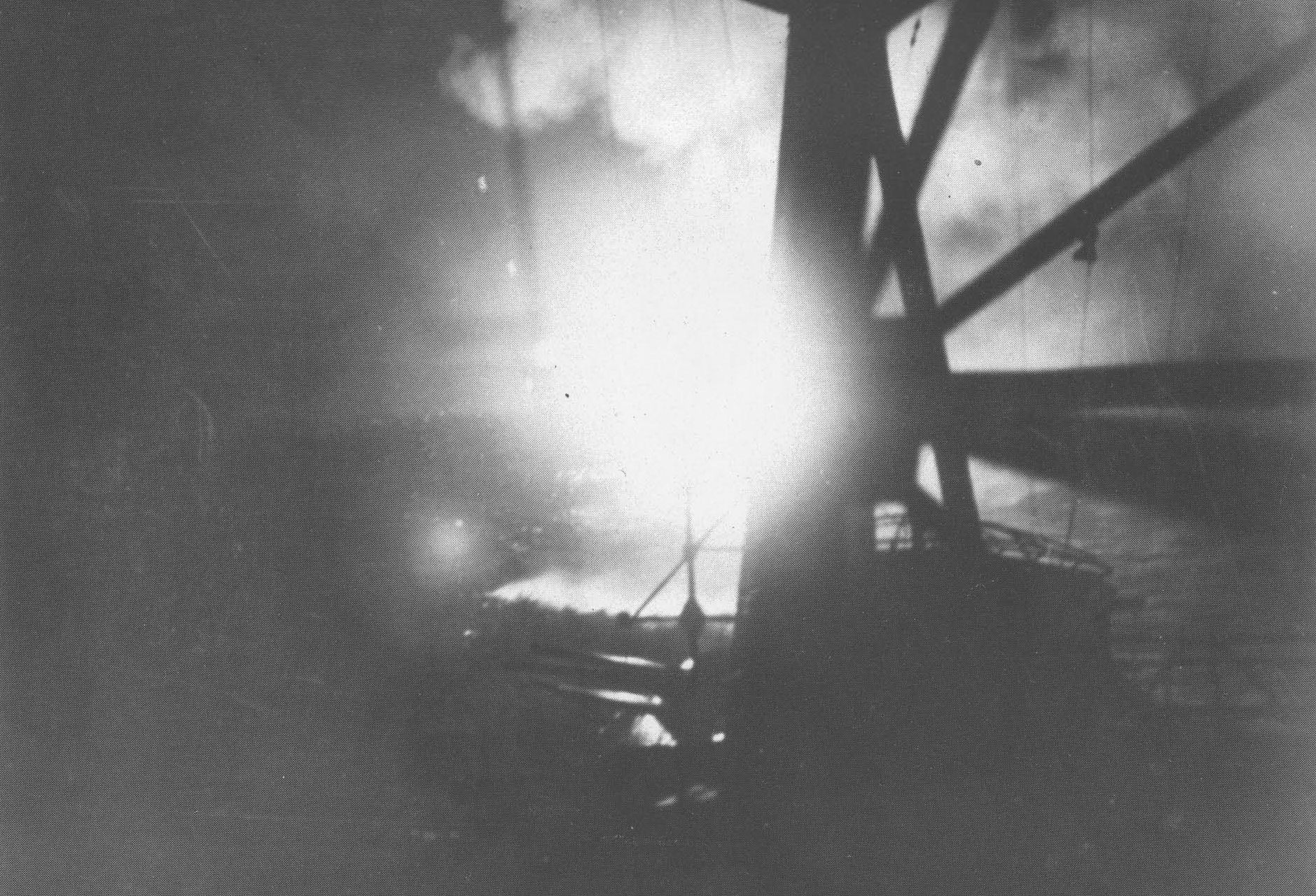
La battaglia notturna a Savo: bengala giapponesi illuminano gli incrociatori statunitensi

Il 9 maggio il Chokai tornò in acqua e il 13 divenne nave ammiraglia del viceammiraglio Kondō, ancora a capo della 2ª Flotta. La settimana successiva si spostò alla baia di Hashirajima, dove andava concentrandosi il grosso delle forze riunite dall'ammiraglio Isoroku Yamamoto per occupare l'atollo di Midway, effettuare diversioni nelle isole Aleutine e attirare in una battaglia finale le ultime portaerei statunitensi. Per l'occasione la 4ª Divisione incrociatori fu divisa in due: il Chokai e lo Atago confluirono nella 2ª Flotta del viceammiraglio Kondō, incaricata di scortare il convoglio d'invasione per Midway; il Takao e il Maya passarono invece alla 5ª Flotta del viceammiraglio Boshirō Hosogaya. Il Chokai rimase comunque troppo lontano dagli avvenimenti della battaglia per avervi qualche parte e il 14 giugno rientrò a Hashirajima con le altre navi. Un mese esatto più tardi fu scelto come ammiraglia della nuova 8ª Flotta, posta agli ordini del viceammiraglio Gun'ichi Mikawa e responsabile del settore isole Salomone-arcipelago di Bismarck-Nuova Guinea. Il 19 luglio lasciò il Giappone con Mikawa e il suo stato maggiore a bordo, scortato dai cacciatorpediniere Asagumo e Natsugumo; dal 25 al 28 sostò alla base aeronavale di Truk, poi fece rotta per Rabaul in Nuova Britannia assieme ai cacciatorpediniere Yukikaze e Tokitsukaze e il 30 arrivò a destinazione. Si spostò dunque a Kavieng (nella vicina Nuova Irlanda) con le quattro unità della 6ª Divisione incrociatori. In risposta all'offensiva statunitense su Guadalcanal, tra il 7 e l'8 agosto il Chokai si pose alla testa della 6ª Divisione, prelevò a Rabaul il viceammiraglio Mikawa con lo stato maggiore e fece subito rotta per l'isola attaccata; Mikawa unì all'ultimo momento anche gli incrociatori leggeri Tenryu, Yubari e il cacciatorpediniere Yunagi. Questa squadra fu avvistata un paio di volte, ma gli australiano-statunitensi furono lenti a prendere le opportune contromisure e, inoltre, non furono capaci di impedire a idrovolanti lanciati dal Chokai e dagli altri incrociatori nipponici di enumerare le loro forze. Nella notte tra l'8 e il 9 agosto la formazione giapponese colse un'importante vittoria tattica, prendendo alla sprovvista le più numerose navi nemiche: dapprima furono gravemente colpiti lo USS Chicago e il HMAS Canberra, posti a sud-ovest di Savo, poi il Chokai condusse verso nord la colonna nipponica, che si divise in due gruppi. Poté così circondare e devastare gli incrociatori pesanti USS Quincy, USS Vincennes e USS Astoria. In questa seconda fase della battaglia, tuttavia, gli equipaggi americani erano stati allertati dagli incendi a sud di Savo e riuscirono a opporre una certa resistenza; il Chokai fu il più colpito di tutte le navi giapponesi, poiché verso le 02:00 incassò una salva dal Vincennes che mise fuori uso la torre numero uno da 203 mm e, poco dopo, tre o quattro proietti del Quincy rasero al suolo la sala nautica, mancando di poco la plancia. Alle 02:33 Mikawa ordinò di ritirarsi e rinunciò a colpire gli oramai inermi trasporti e mercantili vicino alle spiagge di sbarco: egli non conosceva l'entità del disastro inflitto agli Alleati e non sapeva che le portaerei statunitensi si erano portate molto lontano dall'isola il giorno precedente. Nel complesso affondarono subito o nelle ore seguenti il Quincy, lo Astoria, il Vincennes, il Canberra, mentre il Chicago rimase in riparazione sino al 1943; l'8ª Flotta ebbe invece appena 58 morti e 70 feriti, per la maggior parte sul Chokai (34 e 48 rispettivamente), sebbene perdesse il Kako il 10 agosto a opera di un sommergibile avversario.
Il Chokai rientrò senza problemi a Rabaul e dal 10 al 15 agosto i danni furono riparati; il 22 prese il mare con il cacciatorpediniere Isokaze e raggiunse le isole Shortland, da dove operò nel corso della battaglia delle Salomone Orientali. Il suo ruolo fu in realtà minimo: con il Kinugasa e lo Yura lanciò idrovolanti che molestarono la testa di ponte statunitense nelle notti dal 24 al 26 agosto, poi rientrò a Rabaul. Spese poi settembre in alcuni viaggi tra la base e le Shortland, presso le quali si trovava il 1º ottobre con la 6ª Divisione incrociatori: caricò riserve di proietti esplosivi e nella notte del 13-14 ottobre, assieme al Kinugasa e scortato dai cacciatorpediniere Mochizuki e Amagiri, bombardò l'aeroporto sull'isola. Con lo stesso incrociatore scortò poi due convogli per Guadalcanal, uno a fine mese e uno a inizio novembre. La sera del 13 novembre il Chokai (con a bordo il viceammiraglio Mikawa), il Kinugasa, l'incrociatore leggero Isuzu e due cacciatorpediniere lasciarono le Shortland e protessero la formazione del contrammiraglio Shōji Nishimura, costruita attorno agli incrociatori pesanti Maya e Suzuya: nella notte del 14 questa squadra sparò sulla pista poco meno di 1 000 granate in mezz'ora, poi si riunì in alto mare a Mikawa e tutte le unità fecero rotta per le Shortland. Nel corso della mattinata i due gruppi nipponici furono oggetto di alcuni attacchi eseguiti dalla portaerei USS Enterprise e dalla Cactus Air Force (CAF), l'aviazione dei marine su Guadalcanal; mentre il Maya subiva danni gravi a causa di un aereo schiantatosi su di esso, il Chokai schivò tutti gli ordigni lanciatigli contro da velivoli Dauntless e Avenger. Due bombe esplosero vicino a babordo e alcuni compartimenti si allagarono, ponendo altresì fuori servizio due sale caldaie, ma l'unità raggiunse senza problemi la meta. Con sei cacciatorpediniere si spostò a tutta forza a Rabaul (17 novembre) e subito dopo continuò verso Truk con il solo Suzukaze: giunto a destinazione, fu raddobbato e il 2 dicembre era nuovamente a Rabaul, nei cui paraggi rimase durante le settimane successive.

### 1943

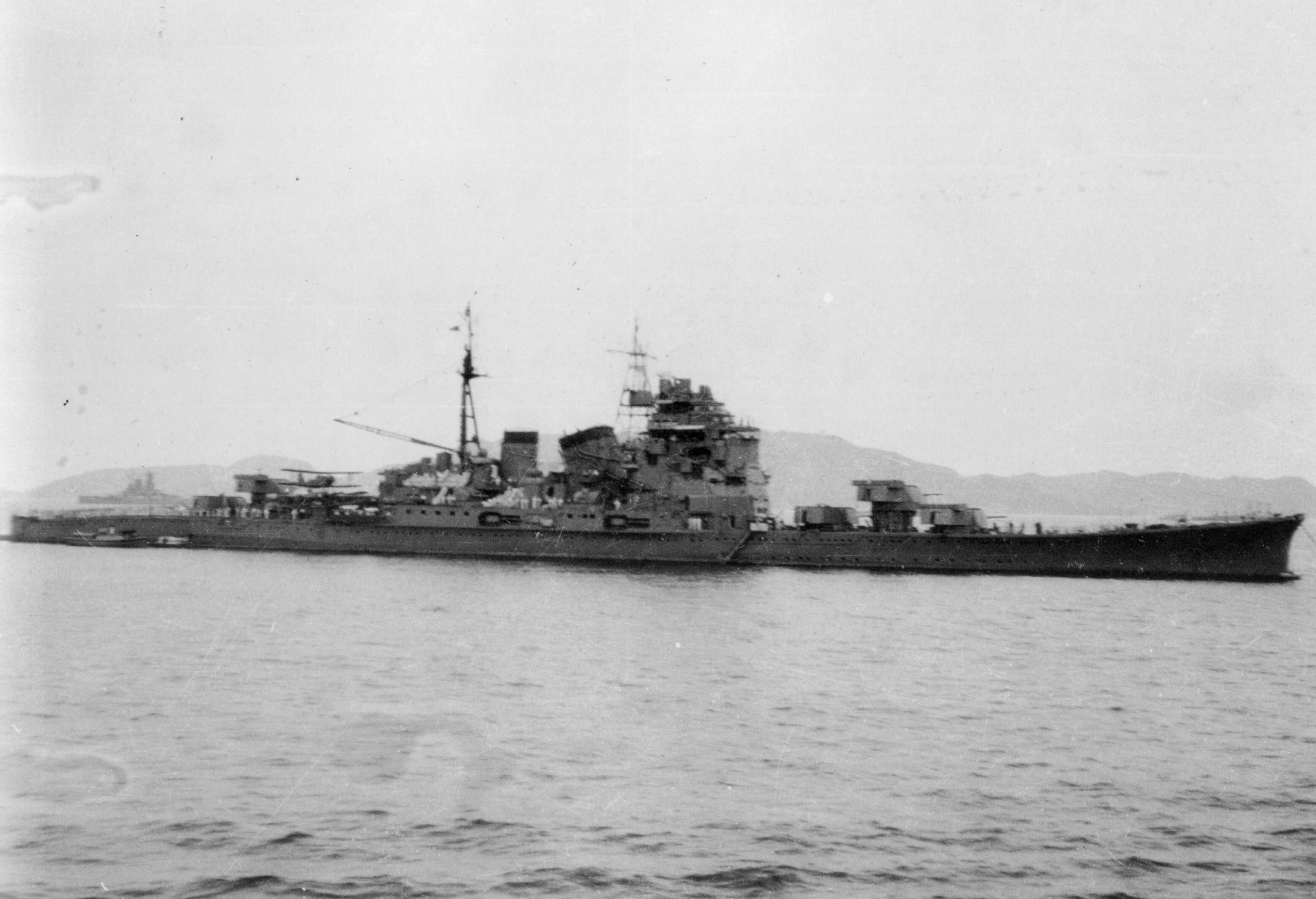
L'incrociatore a Truk, durante la fase finale della campagna di Guadalcanal

L'11 febbraio 1943 il Chokai partì da Rabaul e fece rotta per Truk; da qui salpò il 15 assieme alla portaerei di scorta Chuyo e numerosi cacciatorpediniere e arrivò a Yokosuka. Fu dunque revisionato e dal 1º marzo posto in bacino di carenaggio. Rimesso in acqua il 13 al comando del capitano di vascello Kōsaku Aruga, lasciò Yokosuka il 4 aprile assieme a due portaerei di scorta e quattro cacciatorpediniere. Nel corso della traversata le unità fecero tappa a Saipan e il 10 arrivarono a Truk. Il Chokai accolse a bordo reparti di fanteria e, accompagnato dal cacciatorpediniere Hagikaze, li sbarcò a Rabaul e Kavieng, quindi rientrò il 20 aprile: nei mesi di maggio e giugno il servizio non è noto. Tra la fine di questo mese e l'inizio di luglio si spostò alle Shortland e il 18 luglio fece rotta per le Salomone centrali assieme al Suzuya, all'incrociatore leggero Sendai e quattro cacciatorpediniere, con l'incarico di coprire a distanza un altro gruppo di naviglio silurante impegnato in una missione di trasporto truppe. Al largo di Kolombangara il gruppo del Chokai fu attaccato da alcuni Avenger della CAF che gli causarono leggeri a poppa; due giorni dopo, mentre navigavano a tutta forza per Rabaul, le navi nipponiche furono investite da uno stormo di bombardieri North American B-25 Mitchell che, adoperando la rischiosa tecnica dello skip bombing, distrussero i cacciatorpediniere Yugure e Kiyonami. Il Chokai, passando per Truk, tornò in agosto in Giappone: a Yokosuka fu trainato in secca e le riparazioni coinvolsero lo scafo e gli organi di governo; il 20 agosto, nel frattempo, fu nuovamente incluso nella 4ª Divisione incrociatori. Durante i lavori la difesa contraerea fu irrobustita con due installazioni doppie di cannoni Type 96 e con un radar Type 22.
L'11 settembre il Chokai tornò operativo e il 15 salpò con il Maya e due cacciatorpediniere, recando a bordo un distaccamento di forze anfibie della marina. Arrivò il 20 a Truk e trascorse il resto del mese a fare la spola tra questa base e Rabaul. Il 17 ottobre, sulla scorta di comunicazioni decrittate che sembravano indicare una prossima incursione della Quinta Flotta statunitense contro l'Isola di Wake (già colpita il 5 e 6 ottobre), la 2ª e 3ª Flotta organizzarono una massiccia puntata offensiva verso est: vi partecipò anche la 4ª Divisione incrociatori al completo, ma non si verificò alcun contatto e il 23 l'imponente squadra tornò indietro, toccando Truk il 26. Il 3 novembre, in risposta allo sbarco su Bougainville e alla sconfitta dell'8ª Flotta nel corso della battaglia della baia dell'imperatrice Augusta, l'ammiraglio Mineichi Kōga (comandante della Flotta Combinata) inviò la forza di incrociatori della 2ª Flotta a Rabaul, per tentare un secondo e più pesante contrattacco. Il Chokai fu però dirottato con il Suzunami per portare assistenza a due petroliere finite sotto attacco: le scortò fino a Truk, dove il 10 novembre ricevette il ruolo di ammiraglia della 4ª Divisione al posto dello Atago, rimasto danneggiato nel bombardamento di Rabaul. Il 24 novembre, con una tardiva reazione all'attacco statunitense alle isole Gilbert, si pose a capo di una flotta d'intervento che comprendeva anche il Suzuya, il Kumano, il Noshiro e otto cacciatorpediniere. La formazione si portò alle isole Marshall ma il 3 dicembre, dopo alcune tappe di avvicinamento, fu richiamata indietro: le guarnigioni nipponiche nelle Gilbert erano state ormai annientate.

### 1944 e l'affondamento
A metà gennaio 1944 il Chokai restituì le insegne di ammiraglia allo Atago e ricevette altri dieci cannoni Type 96 su affusti singoli. Il 21 gennaio uscì in mare per prestare soccorso alla nave rifornimento Irako, silurata da un sommergibile, quindi ebbe ordine di evacuare Truk. Infatti l'ammiraglio Kōga, allertato da alcune ricognizioni nemiche e dall'evolversi rovinoso dei combattimenti nelle Marshall dove i marine erano sbarcati il 31 gennaio, preferì allontanare le forze navali pesanti. Il 10 febbraio lasciò dunque la base con la 5ª Divisione incrociatori (Myoko, Haguro), lo Atago e un gruppo di cacciatorpediniere e si trasferì per il mese e mezzo seguente alle isole Palau. Il 1º marzo passò con il resto della 4ª Divisione alle dipendenze della 1ª Flotta mobile del viceammiraglio Jisaburō Ozawa, la nuova organizzazione della marina imperiale che riuniva le portaerei in maniera simile alle Task force statunitensi. Il 29 marzo la 4ª e 5ª Divisione, più cacciatorpediniere, abbandonarono le Palau e si fermarono nei primi giorni di aprile a Davao (Filippine); il 6 ripartirono e, sfuggite all'agguato di alcuni sommergibili, giunsero in sicurezza alle isole Lingga, a sud di Singapore: da questa base la flotta di Ozawa condusse diverse esercitazioni per un mese. Il Chokai passò l'ultima parte di questo periodo all'arsenale cittadino, avendo bisogno di piccoli interventi di manutenzione. Il 3 maggio si riunì alla flotta e il 13 maggio la seguì nella rada di Tawi Tawi; qui, il 6 giugno, il capitano Jō Tanaka dovette assumere il comando del Chokai al posto del comandante Aruga, gravemente malato di febbre dengue, che tuttavia fu costretto a rimanere a bordo per ricevere cure mediche. Il 13 giugno pervenne l'ordine dal nuovo comandante della Flotta combinata, ammiraglio Soemu Toyoda, di procedere con l'operazione A-Gō in risposta allo sbarco su Saipan, nelle isole Marianne. La forze riunite dai giapponesi erano imponenti e contavano nove portaerei, più il gruppo del viceammiraglio Matome Ugaki richiamato dall'operazione Kon, il vano tentativo di portare rinforzi all'isola di Biak, attaccata dalle truppe del generale Douglas MacArthur il 27 maggio: il Chokai e la 4ª Divisione furono aggregate al secondo scaglione, guidato dal viceammiraglio Kurita. Il 14, dunque, il capitano Aruga rimase a Guimaras (in seguito fu portato a Manila) e la flotta proseguì attraverso lo stretto di San Bernardino, entrando nel Mare delle Filippine; la battaglia scoppiò a ovest delle Marianne, condotta con i gruppi imbarcati o l'aviazione terrestre, e il 20 si concluse con una pesante sconfitta giapponese. La 1ª Flotta mobile rientrò a Hashirajima il 24 e il Chokai con le navi sorelle proseguì sino a Kure dove fu raddobbato e, forse, dotato di un radar Type 13.

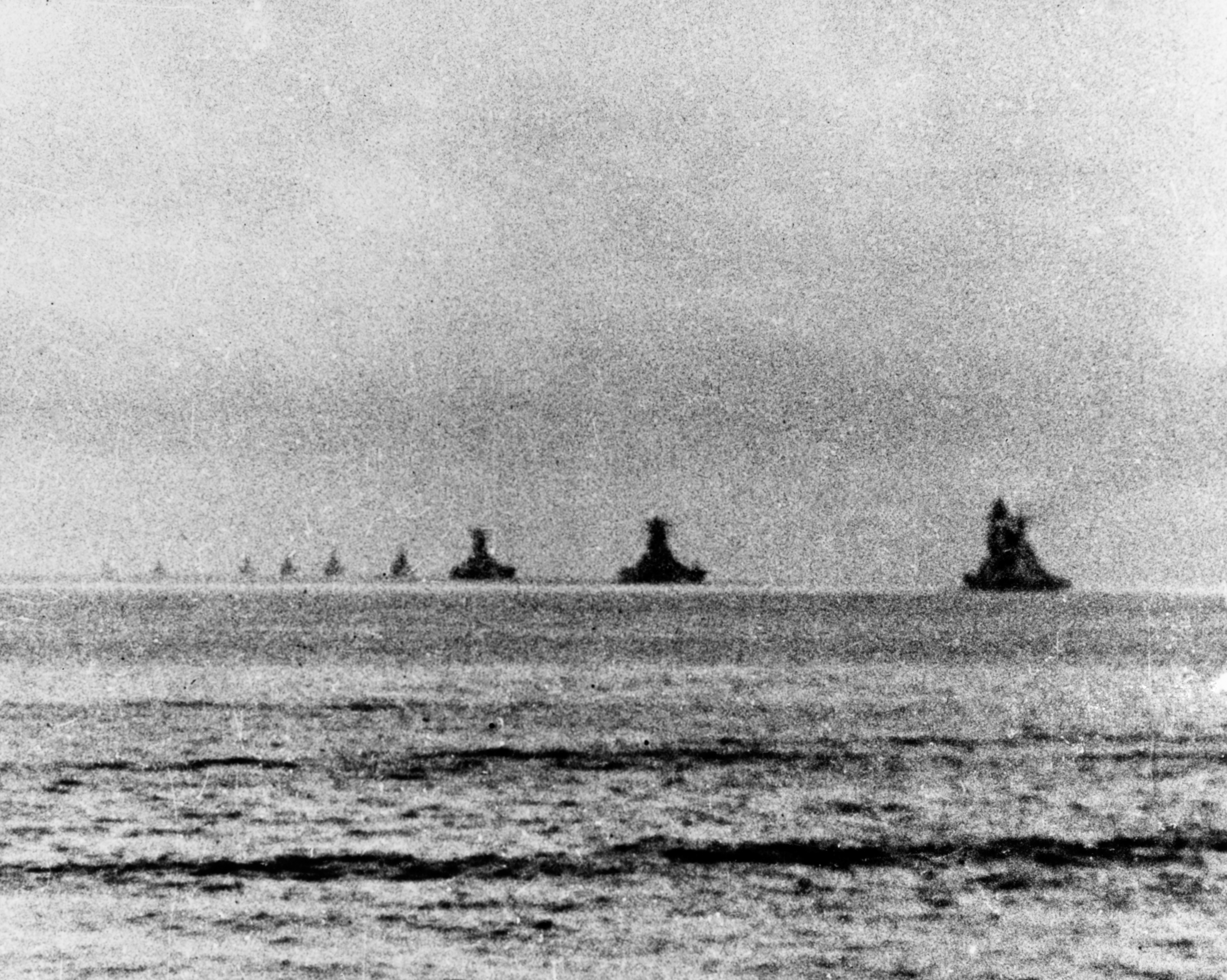
Le forze giapponesi salpano dal Brunei: il Chokai è il quinto da sinistra

L'8 luglio poté salpare, inquadrato in un'importante formazione da guerra, con destinazione Singapore: quel giorno stesso recò rinforzi a Okinawa, quindi con gli incrociatori gemelli e il Kumano, il Suzuya, il Chikuma, il Tone e un folto gruppo di cacciatorpediniere toccò Singapore il 16 luglio. Dal 19 luglio al 3 agosto ricoprì di nuovo il ruolo di ammiraglia della 4ª Divisione e a fine mese si spostò alle Lingga, dove attese a esercitazioni di tiro con numerose altre unità, rientrando alle dipendenze della 2ª Flotta (viceammiraglio Kurita). Il 18 ottobre il Chokai si spostò a Brunei in vista dell'operazione Shō-Gō 1, un complesso piano per un attacco di superficie alla flotta anfibia statunitense ferma nel Golfo di Leyte. Il 22 ottobre, fatto rifornimento, la flotta salpò e si divise in due tronconi: quello più numeroso, al comando diretto di Kurita imbarcato sullo Atago, doveva costeggiare le Filippine occidentali, penetrare nello stretto di San Bernardino e giungere da nord sul Golfo; il secondo, guidato dal viceammiraglio Shōji Nishimura, ebbe l'incarico di passare dallo stretto di Surigao e arrivare dinanzi Leyte da sud. L'intera 4ª Divisione incrociatori fece parte del primo gruppo, che nella notte iniziò a risalire la costa dell'isola di Palawan. Poco dopo l'alba del 23 ottobre la formazione fu attaccata dai sommergibili USS Darter e USS Dace: nello spazio di mezz'ora il Maya e lo Atago furono affondati (Kurita si salvò per poco) e il Takao, gravemente colpito, dovette tornare indietro.
Il Chokai, unico superstite del suo reparto, fu riassegnato da Kurita alla 5ª Divisione del contrammiraglio Shintarō Hashimoto e il giorno seguente passò indenne il Mare di Sibuyan sotto l'imperversare dei velivoli della Terza Flotta americana. Poco prima delle 06:00 del 25 ottobre la 2ª Flotta, in rotta per il golfo di Leyte, incappò nel Task Group 77.4 del contrammiraglio Clifton Sprague, una formazione d'appoggio costituita da portaerei di scorta e naviglio sottile: Kurita però, preso in contropiede, sparpagliò le sue forze e ben presto la battaglia degenerò in scontri confusi, resi ancor più caotici da cortine di fumo e nuvole basse. Il Chokai bersagliò a lungo le portaerei, forse colpendole, ma alle 08:51 fu a sua volta inquadrato dai pezzi da 127 mm di cui esse disponevano; attaccato anche dal cacciatorpediniere di scorta USS Samuel B. Roberts, incassò sei granate a mezzanave sul lato di babordo che fecero anche detonare i siluri sul ponte. Gli scoppi devastarono l'interno della nave, il sistema oleodinamico del timone fu messo fuori servizio e le macchine smisero di funzionare. Il Chokai era fuori controllo e la bomba di un Grumman TBF Avenger (decollato dalla USS Kitkun Bay) esplosa a prua poco dopo le 09:00 aggravò la già difficile situazione; informato dalle vedette del Tone, alle 10:06 Kurita ordinò al cacciatorpediniere Fujinami di assistere l'incrociatore. Le due unità cercarono di allontanarsi dalla battaglia e sopravvissero a un secondo attacco aereo, ma il Chokai era ormai finito e in serata il cacciatorpediniere ne raccolse l'equipaggio, prima di mandarlo a fondo con alcuni siluri alle coordinate 11°22′N 126°22′E. Il 27 ottobre il Fujinami, in rotta per Coron, fu dirottato verso Semirara per soccorrere lo Hayashimo, ma fu sorpreso e distrutto da velivoli della USS Essex a nord di Iloilo: non ci furono superstiti.
Il 20 dicembre 1944 il Chokai fu depennato dai registri della Marina imperiale.